# Лапетукме
Ла́петукме (ест. Lapetukme küla) — село в Естонії, у волості Елва повіту Тартумаа.

## Населення
Чисельність населення на 31 грудня 2011 року становила 123 особи.

## Географія
Через населений пункт проходить автошлях 47 (Санґла — Ринґу). Від села починається дорога 22175 (Валґута — Раннакюла).

## Історія
До 24 жовтня 2017 року село входило до складу волості Ринґу.